# Gallet & Co.
La Gallet (IPA: [ˈɡæl.eɪ]) è un'azienda svizzera di orologi di fascia alta per uso professionale, militare o sportivo.
Risulta la più vecchia azienda produttrice di orologi, fondata nel 1466 dall'orologiaio Humbertus Gallet quando si trasferì a Ginevra, in Svizzera, e ne divenne cittadino. Il nome, "The Gallet & Cie" (Gallet & Company), venne ufficialmente registrato nel 1826 da Julien Gallet (1806–1849), che spostò inoltre la sede da Ginevra a La Chaux-de-Fonds, sempre in Svizzera; prima, il nome era di volta in volta passato ai componenti della famiglia.
Dal XX secolo, l'azienda è conosciuta per la serie di cronografi MultiChron, inizialmente prodotti a scopo militare, industriale, per corse automobilistiche e altri settori professionali, spesso incorporati di avanzate innovazioni per il cronometraggio.
Storico prodotto dell'azienda fu il Flight Officer, commissionato da Harry Truman per i piloti della United States Army Air Forces; presentava una lunetta rotante da 12 ore e all'interno, nel disco, i nomi delle 23 più grandi città del mondo, disposte in modo corretto secondo il fuso orario: in questo modo, data l'ora di une certa località, potevi conoscere l'ora esatta delle altre (utile per i piloti in caso di voli di lunga durata). Il modello fu il primo con una lunetta rotante e tra i primi con un cronografo in una cassa resistente all'acqua. Truman stesso lo indossò durante il suo mandato.
L'azienda fa parte dei produttori di orologi Svizzeri e mantiene ancora le sue sedi nello Stato. Cerca inoltre di estendere il mercato per favorire usi "civili", mantenendo comunque un livello alto, e produce privatamente componenti di lusso per industrie più grandi.
Nel 2025 viene acquisita da Breitling, continuando il processo di espansione del colosso svizzero cominciato due anni prima con l'acquisizione di un altro importante marchio storico, Universal Genève.

## Storia
Lo spostamento della sede a La Chaux-de-Fonds, nel 1826, dopo 350 anni a Ginevra, risultò molto vantaggioso per la famiglia, grazie alla presenza della "Watch Valley", che permise la distribuzione dei loro orologi portatili in tutta Europa. Nel 1855, il figlio di Julien, Léon (1832–1899), comprò la Grumbach & Co., potendo così unire gli orologiai del Massiccio del Giura in modo da soddisfare la sempre più alta richiesta di orologi.
Nel 1864, il fratello di Léon, Lucien Gallet (1834–1879), istituì la prima sede negli Stati Uniti a Chicago, seguita da un ufficio a New York. Così i fratelli, insieme alla cugina Jules Racine, cominciarono ad avvicinarsi al mercato statunitense. In favore della richiesta americana di orologi in stile domestico, l'azienda creò nuove serie ed introdusse 37 nuove marche. Mentre i dettagli venivano costruiti sulla base del gusto americano, le casse e i meccanismi venivano ancora prodotti nella officina principale a La Chaux-de-Fonds.
Ognuna delle numerose marche offrivano prodotti a differenti aree demografiche: orologi a prezzo più basso per il lavoratore medio, orologi più costosi e complicati con cassa d'oro per i più facoltosi. Con l'azienda americana, nel 1895 iniziò anche la produzione di orologi da polso destinati alla massa; sebbene inizialmente il progetto non avesse gran successo, alla fine del XIX secolo la Gallet produceva e vendeva 100.000 prodotti all'anno.
Con la crisi del 1929, divenne insostenibile per l'azienda mantenere molte delle recenti marche e serie. Così ritornò a concentrarsi in ciò che rese la famiglia famosa, ovvero nella produzione di orologi di alta qualità a fini professionali; durante gli anni della Seconda Guerra Mondiale e oltre, la famiglia continuò a prosperare grazie alla produzione di cronometri e cronografi per usi militari ed industriali, sorpassando ancora le 100.000 unità annue. In questi anni venne costruito lo storio Flight Officer (Flying Officer).
Ora l'azienda continua nella produzione di orologi professionali in diversi campi: aviazione, sport, medico, tecnologico ed industriale.

## Cronologia

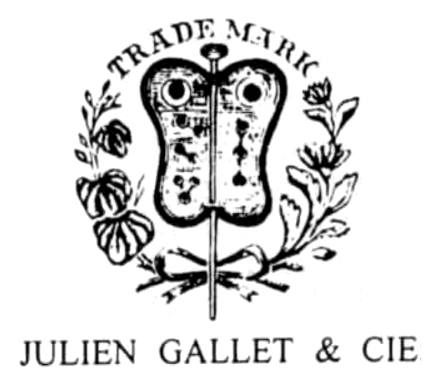
Marchio Giapponese "Ventaglio e alloro", registrato nel 1896 da Julien Gallet (1862–1934). Questo marchio venne usato per gli orologi "Laurel" inviati a Kintarō Hattori, fondatore del Seiko e partner commerciale della Gallet in Giappone tra il XIX e il XX secolo.

- 1466: Humbertus Gallet diventa cittadino di Ginevra l'8 aprile; punto cardine della sua carriera da orologiere[9] e punto di riferimento per la sua carriera da orologiaio.[2].
- 1685: A causa dell'abolizione da parte di Re Luigi XIV dell'Editto di Nantes, si unirono dei componenti della famiglia da Bourg-en-Bresse, che si trasferirono a Ginevra.
- 1702: Philippe Gallet (1679–1739), figlio di Jacques Gallet (1649–1700) e Marie Bouvier Gallet, viene registrato nel Registro di Ginevra tra i Gioiellieri e Orologiai[2].
- 1742: Pierre Gallet (1712–1768) sposa la nobildonna Jeanne Renée de Rabours. Il contratto di matrimonio rivela la professione di Pierre e del padre Philippe, entrambi orafi[2].
- 1804: Napoleone trasforma Ginevra nella Repubblica di Lémanique, che poi si unisce alla Repubblica Elvetica. Jean-Louis Gallet (1774–1809), figlio di Jacques Gallet (1745–1806), diventa un cittadino francese e continua l'attività del padre.
- 1826: Julien Gallet (1806–1849), figlio di Jean Louis, sposta l'azienda a La Chaux-de-Fonds[10], posizione migliore per la produzione di orologi da polso; inoltre viene ufficialmente registrata come "The Gallet & Cie" (Gallet & Company), terminando il tradizionale metodo di attribuzione del nome.
- 1848: Julien Gallet muore a 43 anni[11] e l'azienda è guidata dai figli Leon e Lucien.
- 1855: Léon Gallet (1832–1899) diventa figura patriarcale della Gallet & Cie[11].
- 1864: Il fratello di Léon Gallet, Lucien Gallet, stabilisce la prima sede americana a Chicago, e in seguito un ufficio a New York; insieme a Jules Racine, l'azienda si espande verso il mercato statunitense[4][10] Insieme a Jules Racine, cugina statunitense dei fratelli Gallet, l'azienda si espande verso i mercato statunitense.[11].
- 1876: In risposta alla crescente produzione di orologi nelle industrie americane, Léon Gallet con Louis e Jules Courvoisier, Ernest Francillon of Longines e Constant Girard-Gallet di Girard-Perregaux, fondano la Societe Intercantonale des Industries du Jura (Società Intercantonale per le industrie della regione del Giura) il 30 aprile[14]. Garantendo dell'efficacia delle risorse combinate, la società mantiene il proprio dominio sul mercato europeo, con una concentrazione particolare nel Regno Unito.
- 1880: Henriette Gallet (1860–1939), figlia di Léon Gallet, si sposa con Émile Courvoisier (1858–1937), figlio di Louis Courvoisier (1825–1885); la relazione tra le due grandi aziende di La Chaux-de-Fonds diventa così familiare.
- 1881: Léon Gallet registra il Marchio Gallet della Lira, stampato nei componenti e nelle casse dei prodotti di La Chaux-de-Fonds[4].
- 1882: Viene creata una partnership con la Jules Jeanneret & Fils, che fornisce componenti e meccanismi per i cronografi e i timer portatili ad uso professionali creati dalla Gallet.
- 1883: Léon conferisce la guida dell'azienda al suo figlio più grande Julien (1862–1934), anche se continua a contribuire fino alla sua morte, avvenuta a New York[15][16]. Viene cambiato temporaneamente il nome dell'azienda in Julien Gallet & Cie e vengono aggiunte le iniziali "JG" al marchio. Georges Gallet (1865–1946), fratello più giovane di Julien, assiste il fratello mentre lavora part-time nella Courvoisier & Frères. L'azienda ora è arrivata a produrre 100.000 pezzi all'anno.
- 1892: La Gallet introduce per la prima volta la serie di orologi da polso per il consumo di massa nel mercato americano. Subito non vengono apprezzati i modelli di orologi da polso, considerati inusuali per le donne e troppo "femminili" per gli uomini; molti orologi vengono portati nella sede svizzera per lo smantellamento. Successivamente però, gli orologi da polso risultarono comodi per i soldati durante la guerra, e vengono dunque rimessi sul mercato.
- 1893: Berthe Courvoisier (1868–1936), figlia di Louis Philippe Courvoisier, si sposa con Georges Gallet. Berthe Courvoisier e il fratello Émile insieme a Georges e la sorella Henriette, continuano a gestire la Courvoisier Frères, mentre Georges è occupato contemporaneamente con la divisione Fabrique Electa della Julien Gallet & Cie.
- 1896: Orologi da tasca con cronometri e regolatori brevettati vengono prodotti sotto la marca Interocean[17] e distribuiti da Timothy Eaton (T. Eaton Department Store) per uso ferroviario[18].
- 1899: Dopo la sua morte, Léon lascia in eredità alla città di La Chaux-de-Fonds 43.000 franchi svizzeri (che a quel tempo valevano circa 850.000 euro di adesso); circa il 60% della somma (25.000 franchi svizzeri) vengono usati per la costruzione del Musée International d'Horlogerie (Museo Internazionale dell'Orologeria), a cui Georges Gallet dona più di 100 orologi altamente complessi e di valore della Gallet, Electa e Courvoisier[19]. Inoltre Georges diviene direttore del museo e vi rimane per i prossimi vent'anni.
- 1900: L'azienda ritorna al nome originale, Gallet & Cie (Gallet & Co.).
- 1905: La Gallet vince un Diploma di Onore alla Liège International[20].
- 1906: Viene registrato il nome "Gallet & Cie, Fabrique d’horlogerie Electa"[21] per rafforzare il controllo della marca Electa, nome dei prodotti più alti a livello qualitativo dell'azienda.
- 1912: Fu sviluppato il primo orologio da polso che includa la lancetta dei secondi, utile per un cronometraggio più preciso. Prodotto soprattutto per usi medici durante la prima guerra mondiale.
- 1914: La Gallet vince il Grand Prize nella categoria dei Cronometri al Swiss National Exhibition, a Berne[20]. Inizia inoltre la produzione nei laboratori Electa di una nuova serie di orologi per i benestanti benefattori del dipartimento di gioielleria Laforge & Valentine del Macy’s New York Store: gli orologi della serie, sotto il marchio “Lifetime Series”, contengono tra i 21 e i 23 rubini oltre a varie innovazioni tecniche.
- 1915: Vengono prodotti e distribuiti timer nella cabine degli aerei della Royal Flying Corps durante la Prima Guerra Mondiale[22].
- 1916: La Gallet fornisce alle forze armate britanniche timer da polso; la tecnologia era ancora in fase di transizione: infatti, nonostante i pezzi sono ridotti in misura, rimangono formati dagli stessi componenti dei predecessori più grandi.
- 1917: La Gallet vince il primo posto per accuratezza dei cronometri all'osservatorio Canton, a Neuchâtel[20].
- 1918: Jeanneret-Brehm inizia a produrre sotto il nome della compagnia Excelsior Park, prima registrata come "Excelsior". La variazione inglese della parola francese "park" sottolinea lo sforzo collaborativo delle due aziende verso il mercato americano. La collaborazione porta allo sviluppo di vari cronografi, usati quasi esclusivamente per gli orologi da polso prodotti dalle medesime aziende, ad eccezione della Girard Perregaux e della Zenith, a cui vengono forniti un piccolo numero di pezzi.
- 1927: Vengono introdotti gli orologi da polso “Regulator” e “Duo Dial” ad uso tecnico e medico; permettono un'efficiente misurazione del battito cardiaco.
- 1929: La crisi del 1929 dilaga ma l'azienda riesce a sfuggirne tramite la diffusione di cosiddetti "tool watches" ad uso professionale tra i clienti militari ed industriali.
- 1935: La Gallet comincia a produrre orologi da polso, orologi per navi e ad uso militare per Regno Unito, Canada e Stati Uniti d'America All'inizio della Seconda Guerra Mondiale, la produzione sorpassa di nuovo i 100.000 prodotti annui.
- 1936: Furono introdotte le prime casse resistenti all'acqua per orologi da polso, al fine di proteggere i meccanismi dall'umidità[10]. L'innovazione diventa una normalità negli orologi della serie "MultiChron", tra cui poi nel famoso Flight Officer[5][6].
- 1938: Viene sviluppato e prodotto sottocommissione di Truman il cronografo Flight Officer per i piloti della United States Army Air Forces. Questo orologio da polso può registrare eventi di durata compresa tra 1/5 di secondo ai 30 minuti e presenta una lunetta da 12 ore ed un disco con le 23 principali città del mondo secondo il fuso orario, in modo che i piloti potessero calcolare i cambiamenti di tempo in relazione alla variazione della longitudine[7].
- 1939: Viene sviluppato il Multichron Petite, un orologio progettato per le donne assegnate a compiti specializzati durante la Seconda Guerra Mondiale. Misurando soltanto 26,6 millimetri, era il più piccolo orologio da polso mai prodotto fino al quel momento.
- 1945: La Gallet introduce il cronografo MultiChron Yachting, dotato di un conto alla rovescia 15-10-5 da regata per le corse. Viene comunque usato come un cronografo da 45 minuti per ogni intento.
- 1946: Con la fine della guerra, Léon Gallet, figlio di Georges, assume il comando. L'azienda si avvia verso uno stile sportivo e civile.
- 1965: La Gallet introduce il cronografo Excel-O-Graph, dotato di una speciale lunetta con aiuti per la navigazione durante il volo.
- 1970: Inizia la competizione con manifatture asiatiche, che producono orologi elettronici al quarzo più convenienti[23]. L'azienda sopravvive alla "crisi del quarzo" continuando a vendere prodotti destinati ad uso professionale.
- 1975: Dopo la morte di Léon Gallet, i figli Pierre e Bernard assumono il comando. Acquisiscono inoltre la Racine Company, indebolita a causa di una devalutazione del dollaro americano.
- 1983: La Excelsior Park chiude il 6 aprile[24] a causa della mancanza di successori e della crisi del quarzo, che ha ridotto la domanda di parti meccaniche. La Flume Company in Germania proverà nel 1984 a rivitalizzare la compagnia, ma invano.
- 1984: La Wein Brothers, distributore canadese di strumenti per la misurazione del tempo, forma un contratto per la produzione di orologi da polso destinati al Governo degli Stati Uniti[25] sotto il marchio "Marathon"[26]. La Wein Brothers continua a produrre prodotti militari ancora adesso.
- 1990: La Gallet fornisce 30.000 orologi da polso “Marathon Navigator” ai militari statunitensi per la Guerra del Golfo[27]. L'orologio è stato collaudato dal Governo secondo le avversità a cui possono essere sottoposti i soldati.
- 1991: Pierre Gallet si ritira per malattia. Il fratello Bernard continua lo sviluppo di orologi professionali.
- 1996: Per facilitare l'espansione, Bernard entra in una collaborazione con la B. Neresheimer Ltd., compagnia con oltre 100 anni di esperienza nella manifattura di prodotti di lusso.
- 2002: La fabbrica viene nuovamente spostata da La Chaux-de-Fonds a Grandson, ad un'ora da Ginevra. Walter Hediger, membro della famiglia Neresheimer, sale al comando dell'azienda.
- 2004: L'attività di concentra su Zurigo. Bernard rimane attivo fino alla sua morte, avvenuta nel 2006.
- 2008: La Gallet & Co. sponsorizza "Time in Office"[7] al National Watch and Clock Museum, un'esibizione che comprende orologi fino a quelli di Washington. Il famoso cronografo Flight Officer è tra i favoriti.
- 2009: La Gallet & Co. sponsorizza nello stesso museo "Time & Exploration", un'esibizione che sottolinea l'importanza degli strumenti di misurazione del tempo nella navigazione ed esplorazione.
- 2010: La Gallet & Co. sponsorizza nello stesso museo "Grand Complications", un'esibizione temporanea che espone orologi tra i più complessi a livello ingegneristico.
- 2012: Sotto la direzione di David R. Laurence, la Gallet & Co. sponsorizza nello stesso museo "Enlisting Time", un'esibizione temporanea che mostra orologi che hanno accompagnato uomini della storia degli ultimi 250 anni: per esempio l'orologio di Washington, il cronografo della Gallet indossato da Fred Gerretson, fotografo di guerra che ha servito durante lo Sbarco in Normandia, e l'orologio da polso indossato da James Richard Hoel.
- 2013: Adam Harris, curatore di orologi storici, installa una esibizione permanente al National Watch and Clock Museum, intitolata "At Arm's Length: The History of the Wristwatch" ("A portata di mano: la storia dell'orologio da polso"). Essa mostra l'evoluzione degli orologi da polso, con le innovazioni ingegneristiche proprie del XX secolo, fino al modelli odierni.
- 2025:  La Gallet & Co. viene acquisita da Breitling, con lo scopo preciso di revitalizzare il brand e posizionarlo come marchio di lusso "entry-level".[8]

## Innovazioni
Tra le innovazioni progettate dalla Gallet vi sono:
- Il primo orologio da polso con lancetta per il calcolo della frequenza cardiaca (1912)
- Il primo orologio progettato specificatamente per corse di yacht (Gallet Yachting Timer, 1915)
- Il primo orologio da polso con un più veloce sistema di scappamento, 8 bt/s (Racine Quick-Train, 1928)
- Il primo cronografo da polso resistente all'acqua (Gallet MultiChron Clamshell, 1936)[6][10]
- Il primo cronografo e orologio da polso con calcolatore di fuso orario (Gallet Flight Officer, 1939)[5]
- Il primo orologio da polso con lunetta rotante (Philippe Weiss, inventor) (Gallet Flight Officer, 1939)[5]
- Il primo cronografo e orologio da polso in miniatura progettato per donne (Gallet MultiChron Petite, 1939)
- Il primo cronografo da polso da 45 minuti (Gallet MultiChron 45, 1942)
- Il primo cronometro con un compartimento contenente parti di ricambio in caso di necessaria riparazione rapida (1943)
- Il primo cronografo e orologio da polso con una lancetta per le 24 ore (GMT) del giorno (Gallet MultiChron Navigator, 1945)[28]
- Il primo cronometro resistente all'acqua (Gallet Yachting Timer, 1945)
- Il primo cronografo da polso da 24 ore (Gallet MultiChron 24HR, 1947)

## Premi e riconoscimenti
- 1896 Swiss National Exposition, Geneva — Medaglia d'argento[20]
- 1905 Universal Exposition of Liege — Grande Diploma di Onore[20]
- 1912 Kew Observatory, London: Certificato Classe "A", Special and Series Prizes for the Best Chronometers at Neuchâtel
- 1913 Kew Observatory, London: Certificato Classe "A", Special and Series Prizes for the Best Chronometers at Neuchâtel
- 1914 Swiss National Exposition, Berne — Grand Prize in the Chronometer category[20]
- 1917 Canton Observatory, Neuchâtel — 1st Place Award for Chronometer Accuracy[20]
- 1919 Canton Observatory, Neuchâtel — 1st Place Award for Chronometer Accuracy[20]
- 1919 Kew Observatory, London: "A" Class “Especially Good” Certificate for a Chronometer[20]
- 1923 Canton Observatory, Neuchâtel — 1st and 3rd Place Awards for Chronometer Accuracy[20]

## Marchi Gallet (prima del 1940)
- Breadfort Watch Co. (registrato prima del 1898, orologi da tasca)[12]
- Bridgeport Watch Co. (registrato il 17 dicembre 1886, orologi da tasca)[12]
- Chancellor Watch (registrato prima del 1898, orologi da tasca)[12]
- Chief (registrato il 28 agosto 1889, orologi da tasca)[12]
- Commodore (registrato il 7 maggio 1889, orologi da tasca)[12]
- Continental Watch Co. (registrato il 12 agosto 1879, orologi da polso di alto livello e complessi per il mercato statunitense)[29]
- Courvoisier (fondato nei primi anni del XVIII secolo) storico fabbricante di complicati orologi, controllato dalla famiglia Courvoisier and Gallet durante il tardo 19º e il 20º secolo
- Defender (registrato prima del 1895, orologi da tasca)[12]
- Director Watch Co. (registrato prima del 1895, orologi da tasca)[12]
- Duchess (registrato prima del 1898, orologi da tasca da donna)[12]
- Electa & Cie. (orologi da tasca di livello avanzato)[30]
- Enterprise (registrato prima del 1898, orologi da tasca)
- Eureka Time Keeper / Eureka Watch Co. (registrato il 14 gennaio 1884, orologi da tasca con meccanismi della Agassiz and Longines per il mercato americano)[12]
- Favorite (registrato il 16 febbraio 1884, orologi da tasca)[12]
- Galco (reg. 14 Mar 1925, cronometri Excelsior Park)[12]
- Gipsy (registrato prima del 1895, orologi da tasca da donna)[12]
- Governor (registrato prima del 1898, orologi da tasca stile ferroviario)[12]
- Harlem Watch Co. (registrato prima del 1898, orologi da tasca)
- Interocean (registrato il 3 giugno 1910, orologi da tasca per la Canadian Rail Road)
- Jerome Park Watch Co. (registrato prima del 1924, cronografi da tasca di alto livello con meccanismi Excelsior Park e Minerva)[12]
- Jarco Watch (registrato prima del 1898, orologi da tasca)
- Lady Racine (registrato il 12 agosto 1879, orologi da tasca per signorine)[29]
- Lifetime Series (registrato il 19 ottobre 1914, orologi di alto livello, prodotti nel laboratorio Electa per il Macy's New York Store)
- Lily (registrato il 17 gennaio 1881, orologi da tasca per signorine)[12]
- Majesty (registrato prima del 1897, orologi da tasca per signorine)
- Marathon (registrato il 19 ottobre 1915, orologi da tasca)[26]
- Mars (registrato prima del 1900, orologi da tasca e braccialetti per il mercato britannico, cambiato poi in Mars MultiChron)[12]
- National Park (registrato il 13 gennaio 1891, cronometri di alto livello con meccanismi Excelsior Park Alfred Lugrin patente numero 359)[26]
- Park Watch Company (registrato il 21 settembre 1929, cronometri motorizzati dalla Excelsior Park)
- Patriot Watch (registrato il 16 aprile 1889, orologi da tasca)[29]
- Railroad Watch (registrato il 12 agosto 1879)[26]
- Richmond (registrato il 29 agosto 1889, orologi da tasca)[12]
- Security (cronometri motorizzati dalla Excelsior Park)[12]
- Select (registrato prima del 1898, cronometri Excelsior Park)[12]
- Speedway Watch Co. (registrato il 1918, cronometri e altri orologi per corse automobilistiche)[12]
- Success (registrato il 13 gennaio 1891, orologi da tasca)[26]
- Trilby Watch (registrato prima del 1895, orologi da tasca)[12]
- Trotter (registrato prima del 1897, cronometri motorizzati dalla Excelsior Park)[12]
- Union Square (registrato il 2 ottobre 1883, orologi da tasca)[12]
- Warrior Watch (registrato prima del 1898, orologi da tasca)[12]
- Wonder Watch (cronografi da polso)[12]

## Galleria orologi da polso vintage

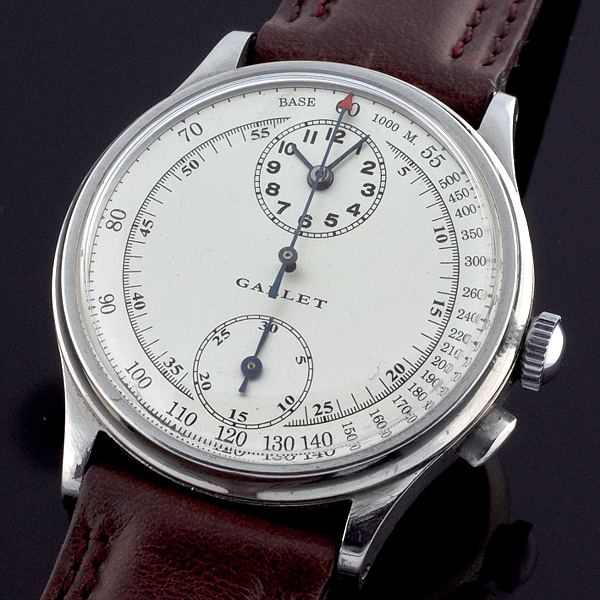
Gallet MultiChron Regulator Chronograph (1929) — usato dagli autisti durante i primi anni della Indianapolis 500 Speedway
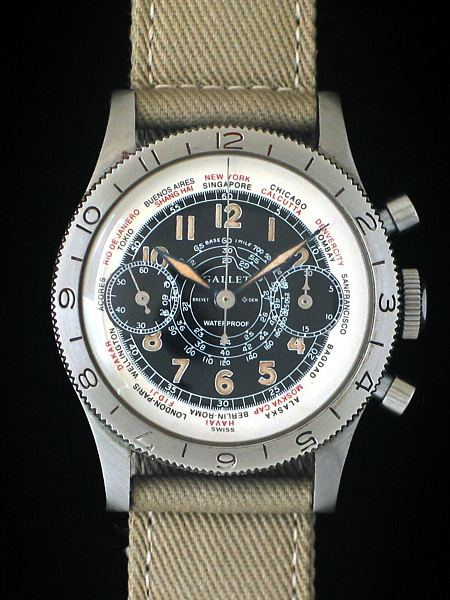
Gallet Flight Officer Chronograph (1939)
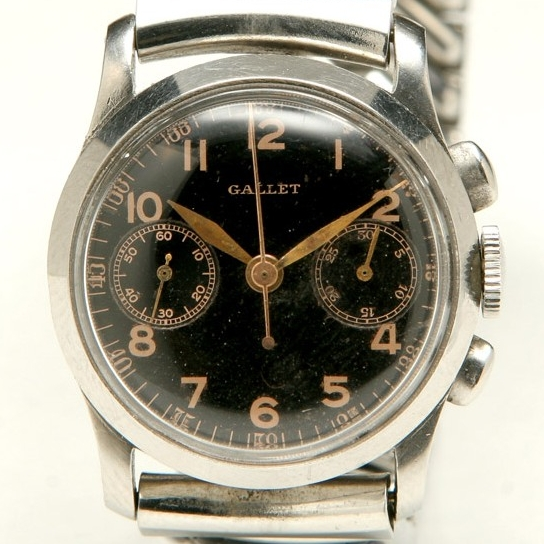
Gallet MultiChron Petite (1939)
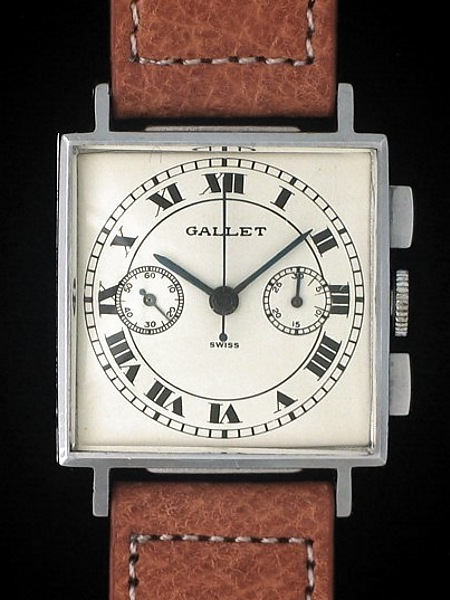
Gallet MultiChron Officer Chronograph (1941) — orologio squadrato per donne professionale e cronografo per ufficiali
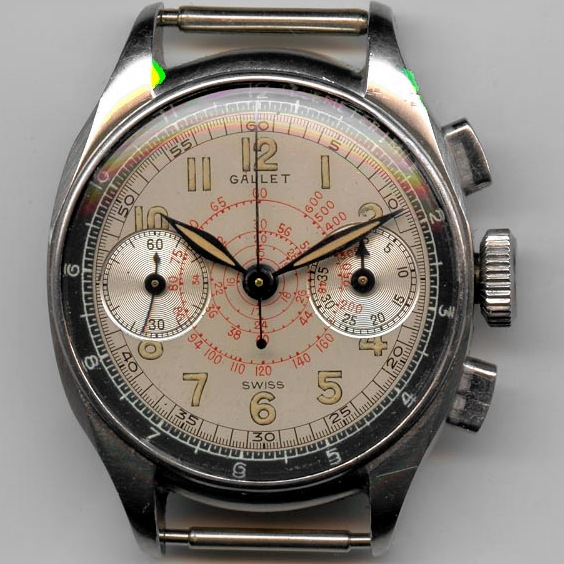
Gallet MultiChron Commander Chronograph (1941) — cronografo di medie dimensioni da 45 minuti di forma ovale
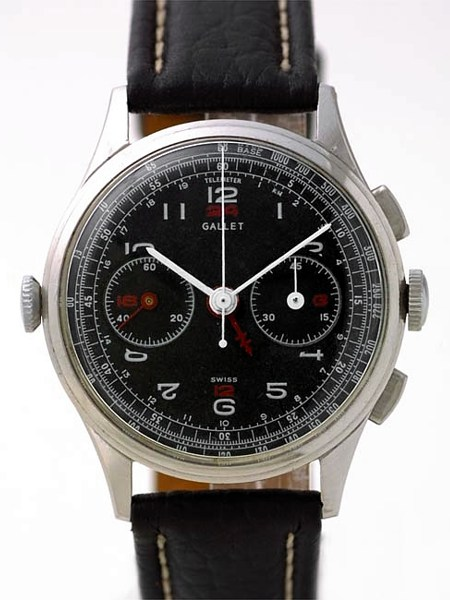
Gallet MultiChron Navigator GMT Chronograph (1945) — il primo cronografo da polso al mondo da 45 minuti ed una lancetta puntante il nord per le 24 ore (GMT)
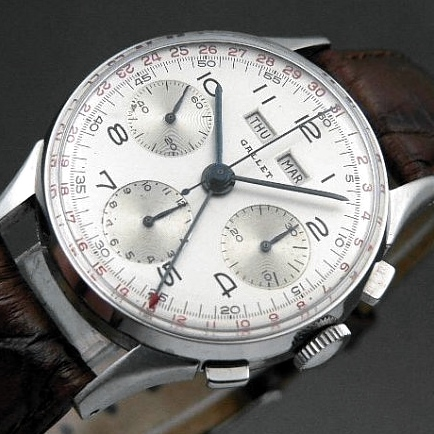
Gallet MultiChron Calendar (1945) — cronografo professionale da 12 ore con funzione automatica di cambio data
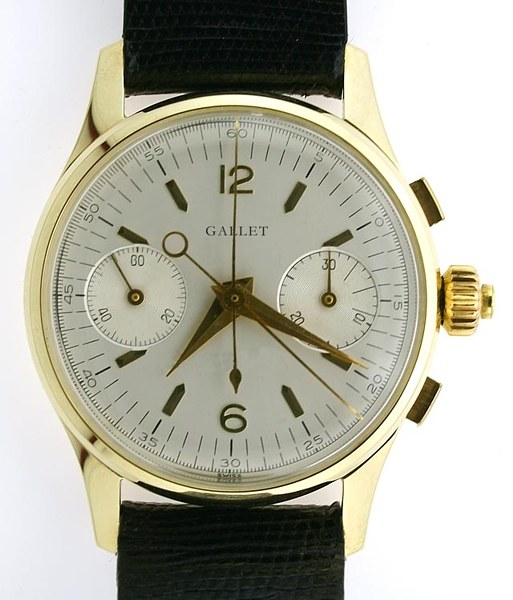
Gallet MultiChron Rattrapante Chronograph (1948) — orologio da polso sportivi con la possibilità di registrare due differenti eventi
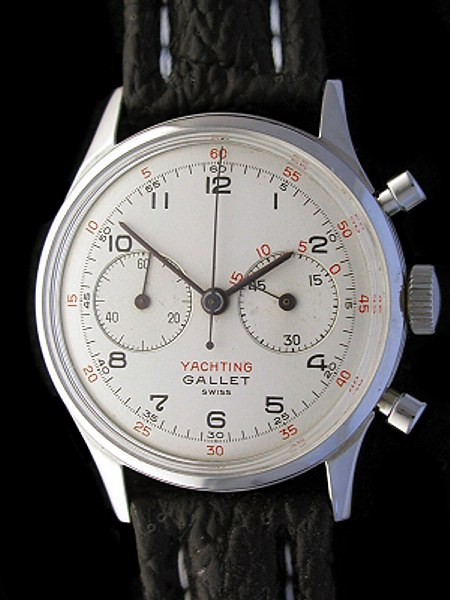
Gallet MultiChron Yachting Chronograph (1955)
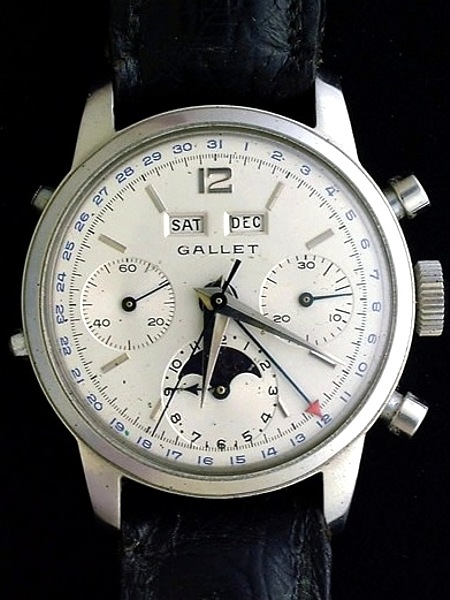
Gallet MultiChron Astronomic Chronograph (1959) — cronografo da 12 ore con data automatica e accurate fasi lunari
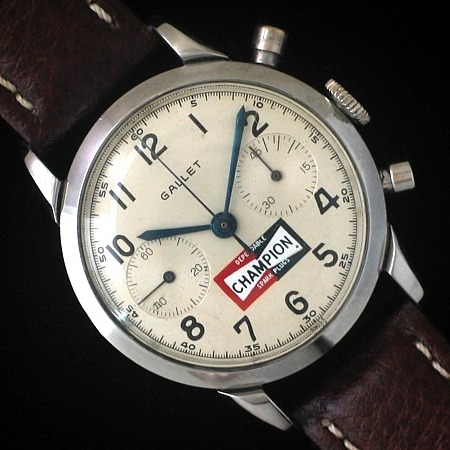
Gallet MultiChron 45 Chronograph (1960) — usato dagli autisti durante i primi anni della Indianapolis 500 Speedway
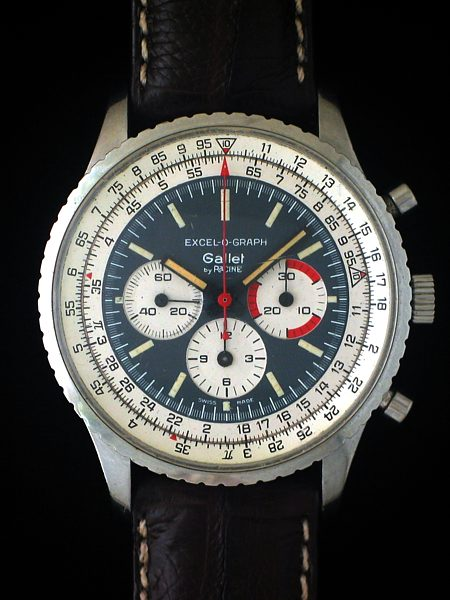
Gallet Excel-O-Graph Chronograph (1965) — orologio da polso professionale per piloti dotato di lunetta con un regolo rotante utile per la navigazione
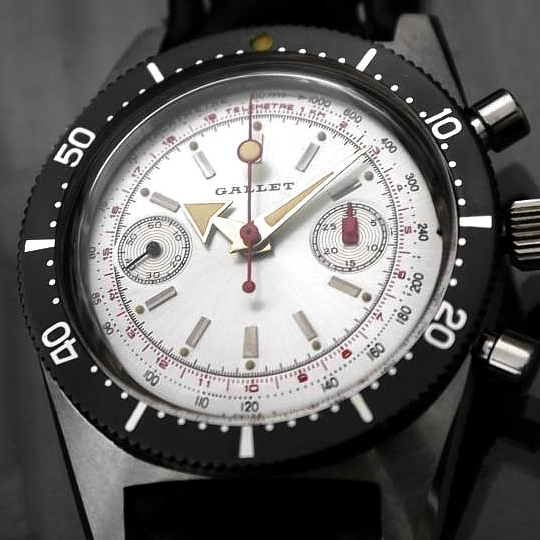
Gallet MultiChron Diver (1967) — cronografo da sommozzatore con lunetta rotante da 60 minuti, resistente all'acqua fino a 300 metri sotto il livello del mare
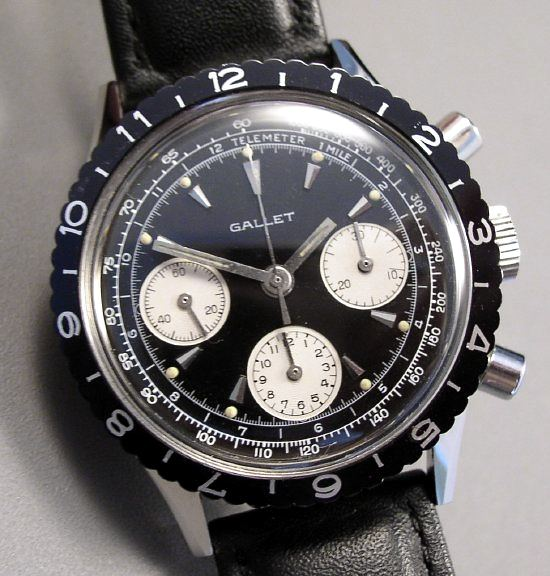
Gallet MultiChron Pilot Chronograph (1975) — cronografo da 12 ore con lunetta rotante da 12 ore per il calcolo del fuso orario
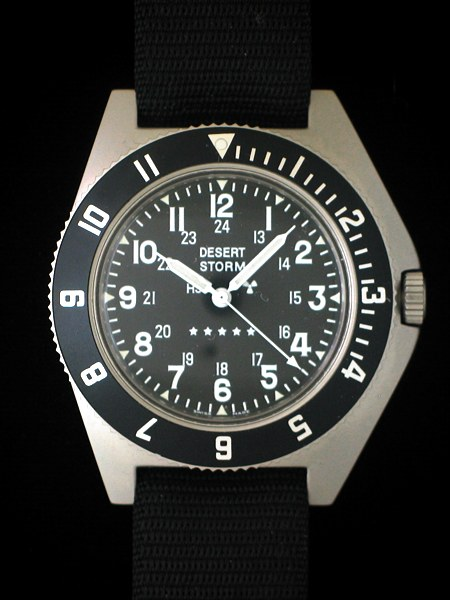
Marathon Navigator or Adanac (1990) — commissionato dal Governo degli Stati Uniti per i piloti della United States Air Force

## Galleria di pezzi storici

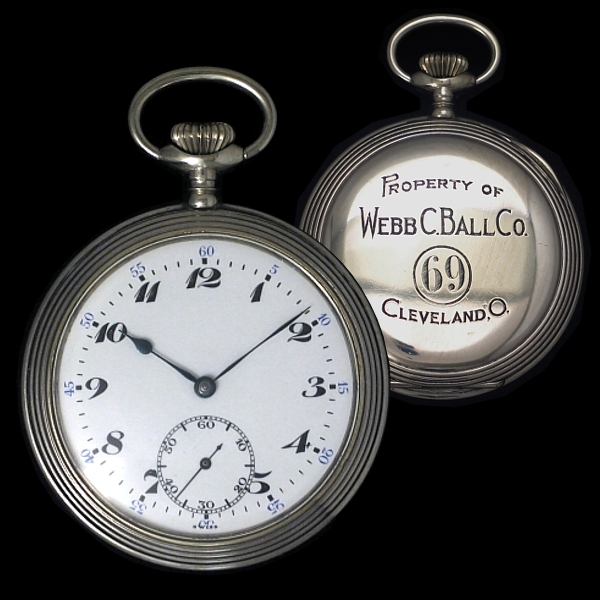
Webb C. Ball loaner (1910) — prodotta dalla Gallet in Svizzera e fornita agli ingegneri e conduttori nelle ferrovie in America
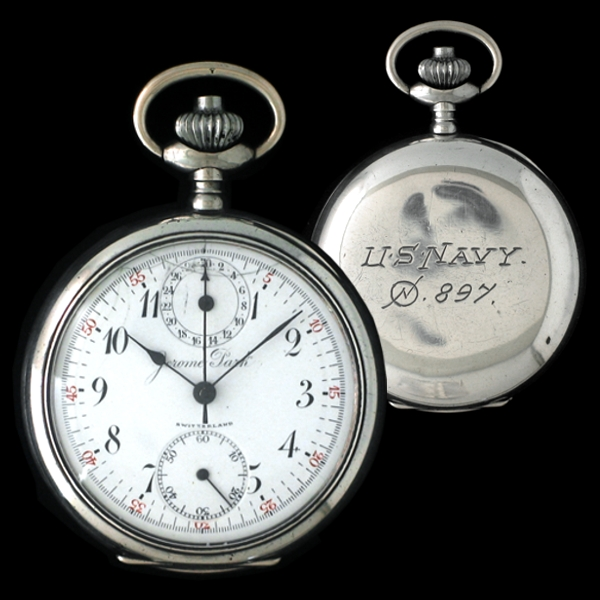
US Navy Pocket Chronograph (1914) — timer di alta qualità prodotta sotto il nome Jerome Park per la Marina Statunitense durante la Prima Guerra Mondiale.
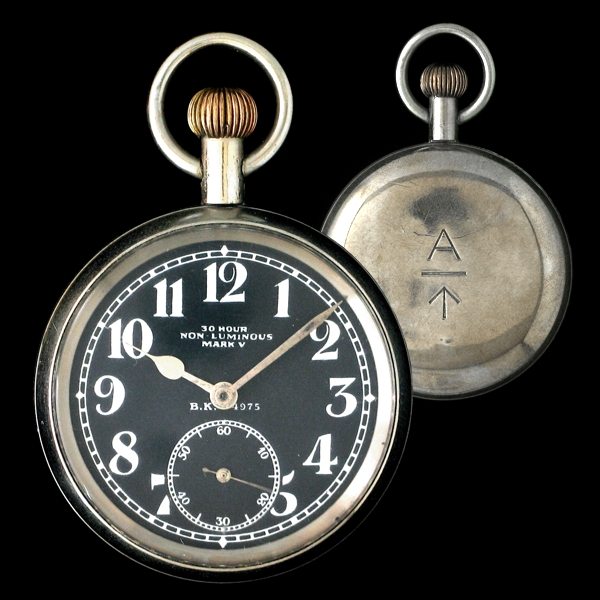
Pilot's or Cockpit Timer (1914) — orologio con timer prodotto dalla Gallet Electa per i soldati britannici durante la Prima Guerra Mondiale
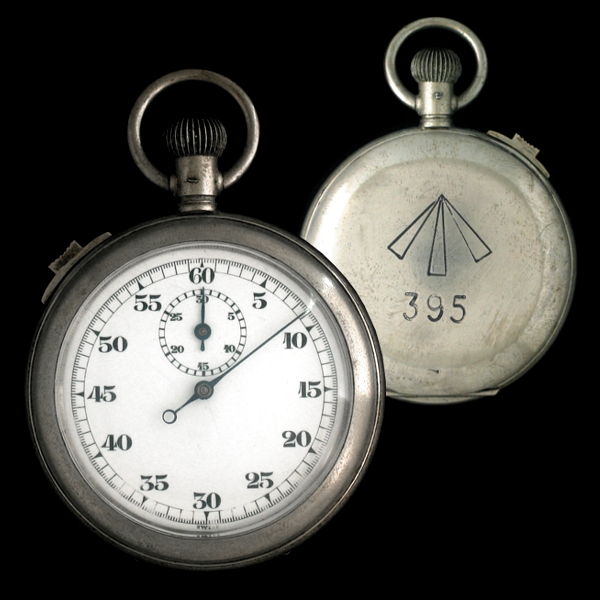
Artillery & Task Timer (1915) — timer da 30 minuti prodotto per i soldati britannici durante la Prima Guerra Mondiale
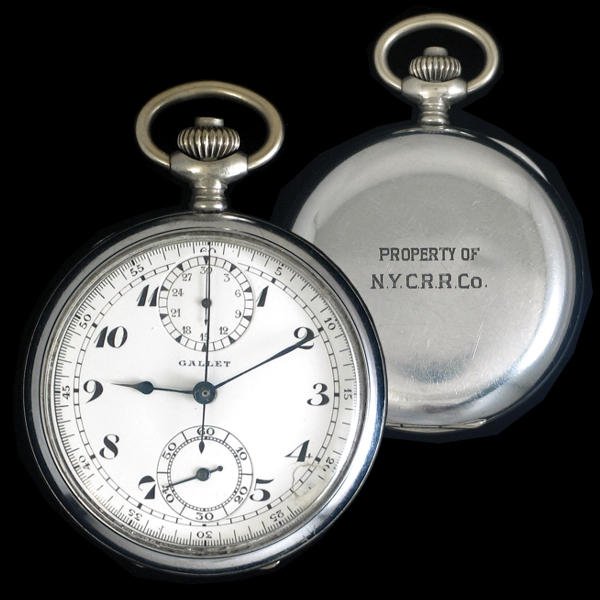
NYCRR Pocket Chronograph (1916) — orologio da tasca con timer prodotto dalla Gallet per i conduttori ed ingegneri ferroviari del New York Central Rail Road
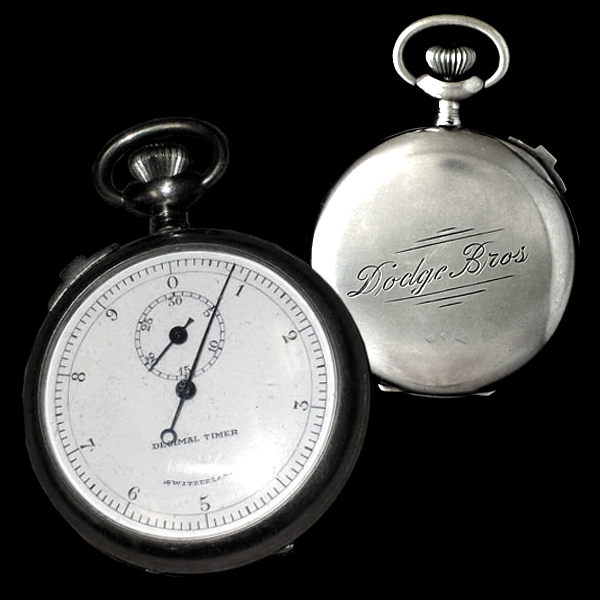
Dodge Brothers Decimal Timer (1921)—custom manufactured by Gallet in Switzerland for the American Dodge Brothers Company before Dodge became a division of Chrysler Motors
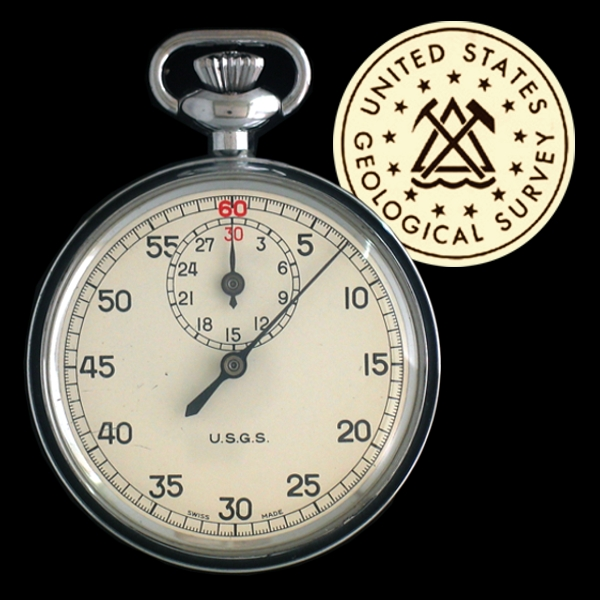
Occurrence Timer (1936) — personalizzato per la US Geological Survey, usato principalmente per la misurazione di fenomeni sismici
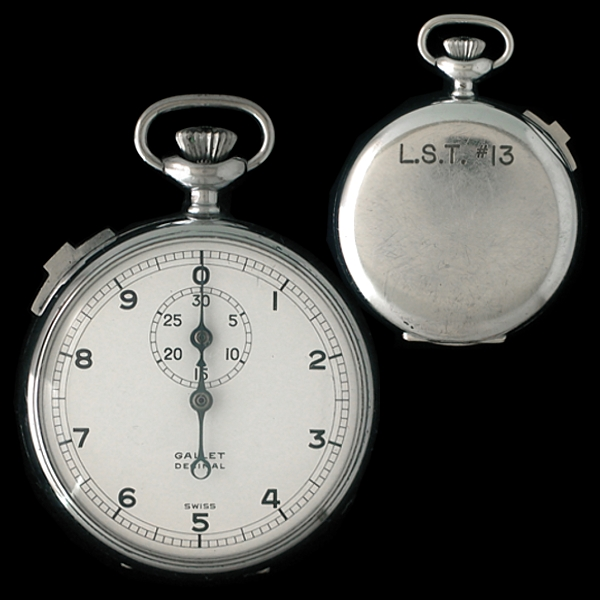
Decimal Artillery Timer (1943) — cronometro decimale, usato nel Tank landing Ship #13 durante lo Sbarco in Normandia